# Sydir Kowpak

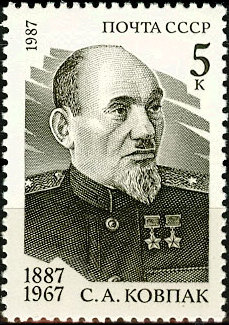
Sydir Kowpak auf einer sowjetischen Briefmarke von 1987

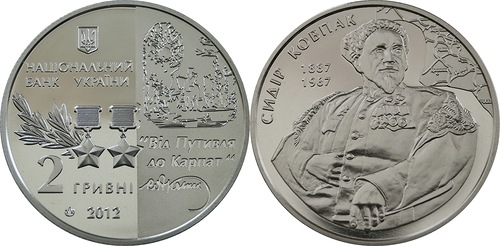
Sydir Kowpak auf einer 2–₴ Gedenkmünze von 2012

Sydir Artemowytsch Kowpak (* 26. Maijul. / 7. Juni 1887greg. in Kotelwa, Gouvernement Charkow, Russisches Kaiserreich; † 11. Dezember 1967 in Kiew, Ukrainische SSR) war ein ukrainisch-sowjetischer Partisanenführer im Zweiten Weltkrieg, Generalmajor der Roten Armee und Politiker in der Ukrainischen SSR.

## Leben
Sydir Kowpak nahm als Soldat der Russischen Armee am Ersten Weltkrieg, unter anderem an der Brussilow-Offensive, teil. 1919 wurde er Mitglied der KPdSU (b) und nahm unter Wassili Tschapajew auf Seite der kommunistischen Bolschewiki am Russischen Bürgerkrieg teil. Zwischen den Kriegen war er als Militärkommissar in der Ukrainischen SSR und zuletzt als Kommunalpolitiker in Putywl tätig. Dem Großen Terror entkam er nach Warnung durch alte Kameraden beim NKWD, indem er sich zeitweise in den Wäldern bei Putywl versteckte.
Während des Deutsch-Sowjetischen Krieges organisierte und führte er große Partisanengruppen im Guerillakrieg in der Ukrainischen SSR und war Mitglied des Untergrund-Zentralkomitees der Kommunistischen Partei der Ukraine. Im April 1943 wurde Sydir Kowpak zum Generalmajor befördert.
Nach dem Krieg lebte Kowpak, gemeinsam mit dem Dichter, Übersetzer und Politiker Pawlo Tytschyna in einer Staats-Datscha in der Nähe von Kiew.
Von 1944 an war er Mitglied des Obersten Sowjets der Ukrainischen SSR, zwischen 1947 und 1967 war er Stellvertretender Vorsitzender des Obersten Sowjets und vom April 1967 an war er zudem Mitglied des Präsidiums des Obersten Sowjets der Ukrainischen SSR.
Er starb in Kiew und wurde auf dem dortigen Baikowe-Friedhof beerdigt.

## Ehrungen
Im Russischen Kaiserreich wurde ihm durch Kaiser Nikolaus II. das Sankt-Georgs-Kreuz 3. Klasse verliehen.
In der Sowjetunion erhielt Kowpak zahlreiche Ehrungen, darunter 1942 und 1944 den Titel „Held der Sowjetunion“, viermal den Leninorden (1942, 1948, 1957, 1967) sowie den Rotbannerorden (1942), den Suworow-Orden 1. Klasse (1945) und den Bogdan-Chmelnizki-Orden 1. Klasse (1944). 1971 wurde in Hluchiw ein Museum über ihn eröffnet.
In der Ukraine wurden viele Straßen nach ihm benannt, in seinem Geburtsort Kotelwa wurde ihm zum Gedenken eine Bronzebüste und in Kiew und Putywl Denkmale errichtet.
Die ukrainische Nationalbank gab 2012 eine Zwei-Hrywnja-Gedenkmünze mit seinem Konterfei heraus.